# O Livro dos Cinco Anéis

O Livro dos Cinco Anéis (五輪書, Go Rin No Sho) é um texto sobre Kenjutsu e artes marciais de um modo geral, escrito por Miyamoto Musashi em 1645. É considerado o tratado clássico sobre estratégia militar do Japão, numa linha semelhante à Arte da Guerra, escrito pelo estrategista chinês Sun Tzu.

## Sobre o autor e a obra
Miyamoto Musashi nasceu no Japão e acabou por se tornar o maior samurai de sua época. Criado por um pai autoritário, foge de casa aos oito anos, indo viver com o seu tio, desde cedo interessou-se pelas artes militares, inspiradas nos ensinamentos do Zen, Xintoísmo (a religião tradicional do Japão) e Confucionismo. Dentro delas, estudou Kenjutsu, a Arte da Espada, cujos ideais virtuosos, foram adotados por Musashi toda a vida. 

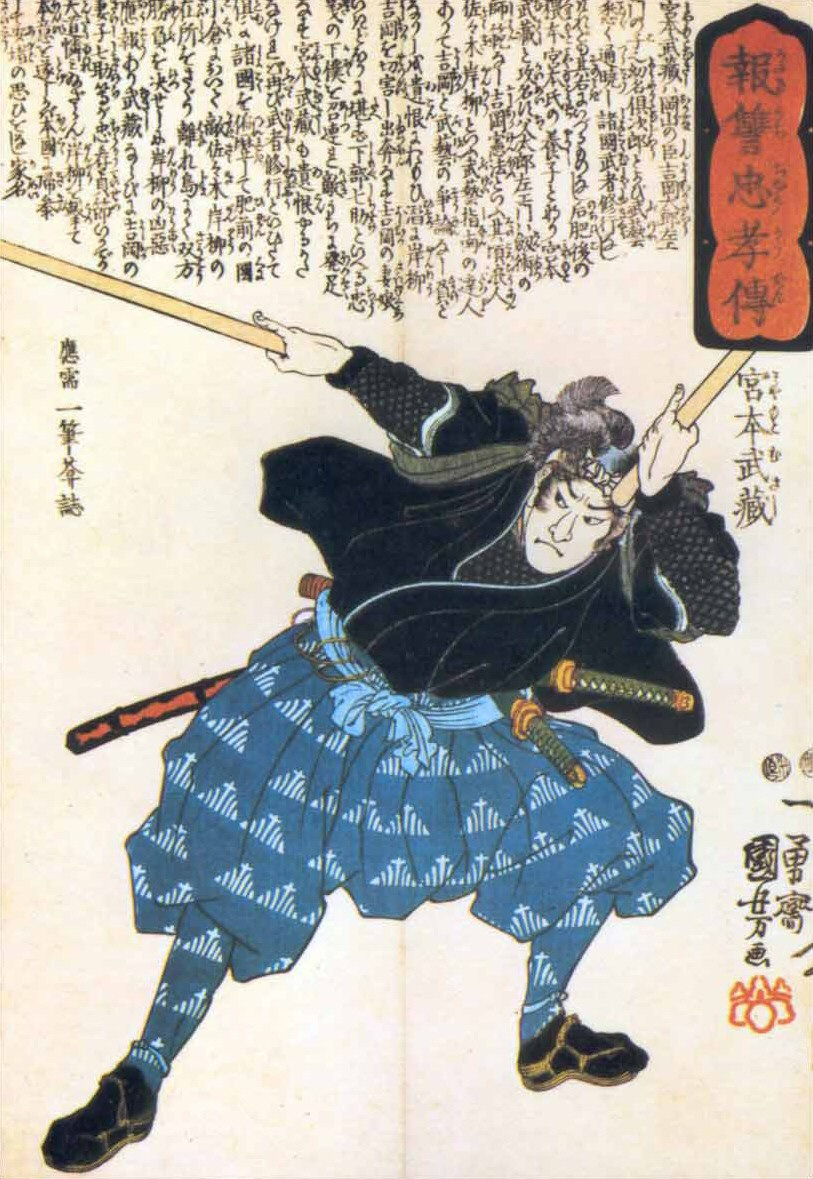
Pintura Ukiyo-e de Kuniyoshi retratando Miyamoto Musashi com duas espadas

Desde a primeira luta, aos treze anos, conheceu o sabor da vitória. Aos 17 anos, como era comum na época, parte em Musha Shugyo, uma jornada de auto-aperfeiçoamento na qual os samurais viajavam de cidade em cidade procurando oponentes fortes para testar sua habilidade.
O Musha Shugyo de Musashi o levou a ter mais de 60 embates entre os 17 e 30 anos, nunca sendo derrotado. Estas disputas quase sempre eram coroadas com a morte do rival. Atitudes como esta, para nossos olhos, ocidentais, podem até parecer cruéis, mas para aquele grupo de nobres integrantes das classes mais abastadas a morte era encarada com naturalidade. De fato os samurais eram apresentados às artes militares para tornarem-se bons estrategistas, corajosos e aptos a tomar decisões, por vezes extremas, rapidamente. Em guerras e disputas, sua atitude era serena até mesmo diante da morte. Aquele que encontrava a iluminação por meio do Kenjutsu desenvolvia uma visão precisa da realidade, premiada com uma conduta digna e honesta. Musashi foi um mestre no Caminho da Espada; buscou a perfeição na arte da esgrima até sua fama alcançar as principais cortes do Japão.
Aos 30 anos, após vencer Sasaki Kojiro, considerado um dos mais hábeis samurais da época, Musashi passou por uma grande mudança espiritual. Conforme escreveu anos mais tarde em sua mais famosa obra, o Livro dos Cinco Anéis, Musashi sentia que venceu estes duelos não por ter dominado a estratégia, mas por ser mais forte, preparado ou simplesmente por sorte. Passa então a buscar o significado mais profundo do caminho da espada, que o leva a entrar em contato com outras formas de arte, como pintura, escultura, caligrafia e também meditação Zen.
Foi com 50 anos que Musashi finalmente alcançou seu objetivo de compreender os princípios do caminho, conforme escreveu na introdução do Livro dos Cinco Anéis. Por volta desta época, estabeleceu seu estilo, o Niten Ichi Ryu.
No final de sua vida, sentindo a proximidade do fim, Musashi se isolou na caverna de Reigandō, na ilha de Kyushu, onde ficou por 1 ano e oito meses deixando registrado seus ensinamentos para as futuras gerações. O resultado foi o Gorin No Sho, ou O Livro dos Cinco Anéis, como é conhecido no ocidente.
Musashi Sensei escreveu o Livro dos Cinco Anéis para Terao Magonojo, seu discípulo e primeiro sucessor. Pouco tempo depois de concluir a obra, Musashi faleceu aos 61 anos, de causas naturais. Desde então passaram-se 10 gerações de discípulos, que continuam a preservar seus ensinamentos no Kenjutsu.
O Livro dos Cinco Anéis não se restringiu apenas aos praticantes da arte da espada. Hoje é referência para os homens de negócio e de marketing do Japão. Desde a década de 1980 publicado também no Ocidente, é considerado um dos melhores guias psicológicos de estratégia, excelente para profissionais que precisam impor sua marca, por meio de campanhas e táticas de vendas no competitivo mercado de hoje.
Esta obra de estratégias militares, que pode ser aplicada "em qualquer situação que exija planejamento e tática", foi concebida por Musashi, o santo da espada, pouco antes de morrer. Seus últimos dois anos de vida foram dedicados a imortalizar a filosofia que desenvolveu enquanto trilhava o Caminho da Espada.

## Análise da obra
O Livro é dividido em cinco capítulos, cada qual com seu respectivo elemento. No primeiro capítulo, chamado Terra, trata sobre o Caminho da Estratégia pelo ponto de vista do estilo Niten Ichi Ryu. Neste capítulo, Musashi diz que considerava difícil enxergar o Verdadeiro Caminho através apenas do treino com a espada, advertindo que devemos observar e conhecer as menores e as maiores coisas; tanto as mais superficiais e óbvias quanto as mais sutis e profundas.

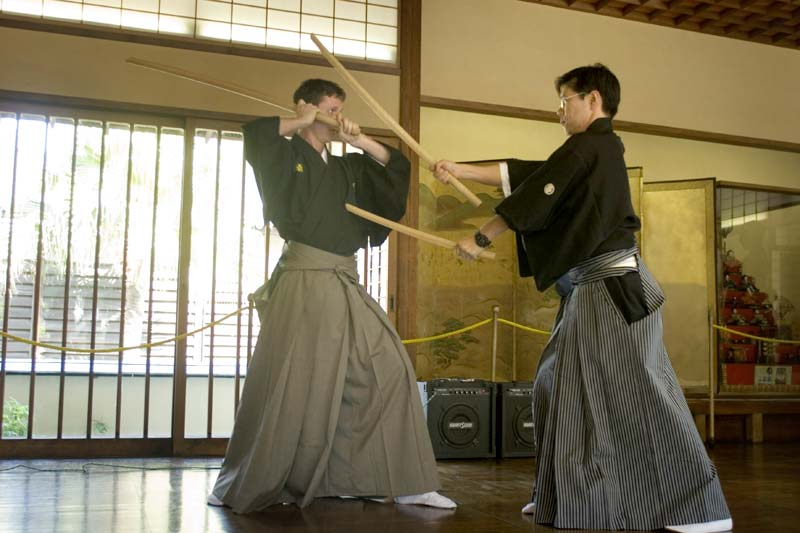
Técnica com duas espadas do estilo Hyoho Niten Ichi Ryu presente no Livro da Água

No segundo capítulo, o livro da Água, o autor nos diz que jamais entenderemos os princípios descritos lendo, memorizando ou imitando. A interpretação leviana nos desvia do caminho, portanto, se ao invés disso pudermos realmente sentir, deixar que tomem conta de nosso corpo, estaremos longe de erros.
O terceiro capítulo é o do Fogo. O assunto é a luta, a estratégia em si, e fica bem claro que o estilo Niten Ichi era baseado na eterna prática e disputa, onde ele nos alerta que muitos usando apenas espadas de bambu, treinavam questões insignificantes da destreza.
O quarto capítulo é chamado de livro do Vento. Neste livro analisa outros estilos contemporâneos, comparando-os a seu estilo.
Por último, há o capítulo do Vazio, que segundo o autor é um termo que ele usa para designar aquilo que não tem começo nem fim. Ao entender esse princípio, significa que não estamos atendendo o princípio, e assim como foi dito no capítulo do Fogo, os princípios devem ser entendidos internamente, com o coração, e não seguidos à risca, sendo assim, a partir do momento que não entendermos o princípio, mas sim sentirmos e vivenciarmos, percebendo que todas as coisas estão interligadas e que o Caminho é um só, lá estará o Vazio, “quando a atitude se tornar não-atitude e a espada se tornar não-espada”, como encontramos no livro da Água, ou seja, quando agirmos livre de ânsia de resultado e com propósito desembaraçado. (“Pois vontade pura, desembaraçada de propósito, livre de ânsia de resultado, é toda via perfeita”).

### Trecho
Mandamentos da arte militar segundo Miyamoto Musashi
- Evitar todo e qualquer pensamento perverso.
- Treinar dentro dos preceitos do “Nitô-Ichi-Ryu” (Também chamada Hyoho Niten Ichi Ryu).
- Conhecer muitas artes, não só a arte militar.
- Compreender os mandamentos das diversas profissões.
- Discernir as vantagens e as desvantagens que existem em todas as coisas.
- Desenvolver a capacidade de discernir a verdade em todas as coisas.
- Conhecer pela percepção instintiva coisas que não podem ser vistas ou notadas.
- Prestar atenção aos menores detalhes.
- Ser sempre útil.